# 珍妮·唐尼特
珍妮·唐尼特（英語：Jenny Donnet，1963年5月26日—），澳大利亚女子跳水运动员。她曾代表澳大利亚参加1982年、1986年和1990年英联邦运动会跳水比赛，获得二枚金牌和一枚银牌。她也曾参加1980年、1984年、1988年和1992年夏季奥运会。